# Savană

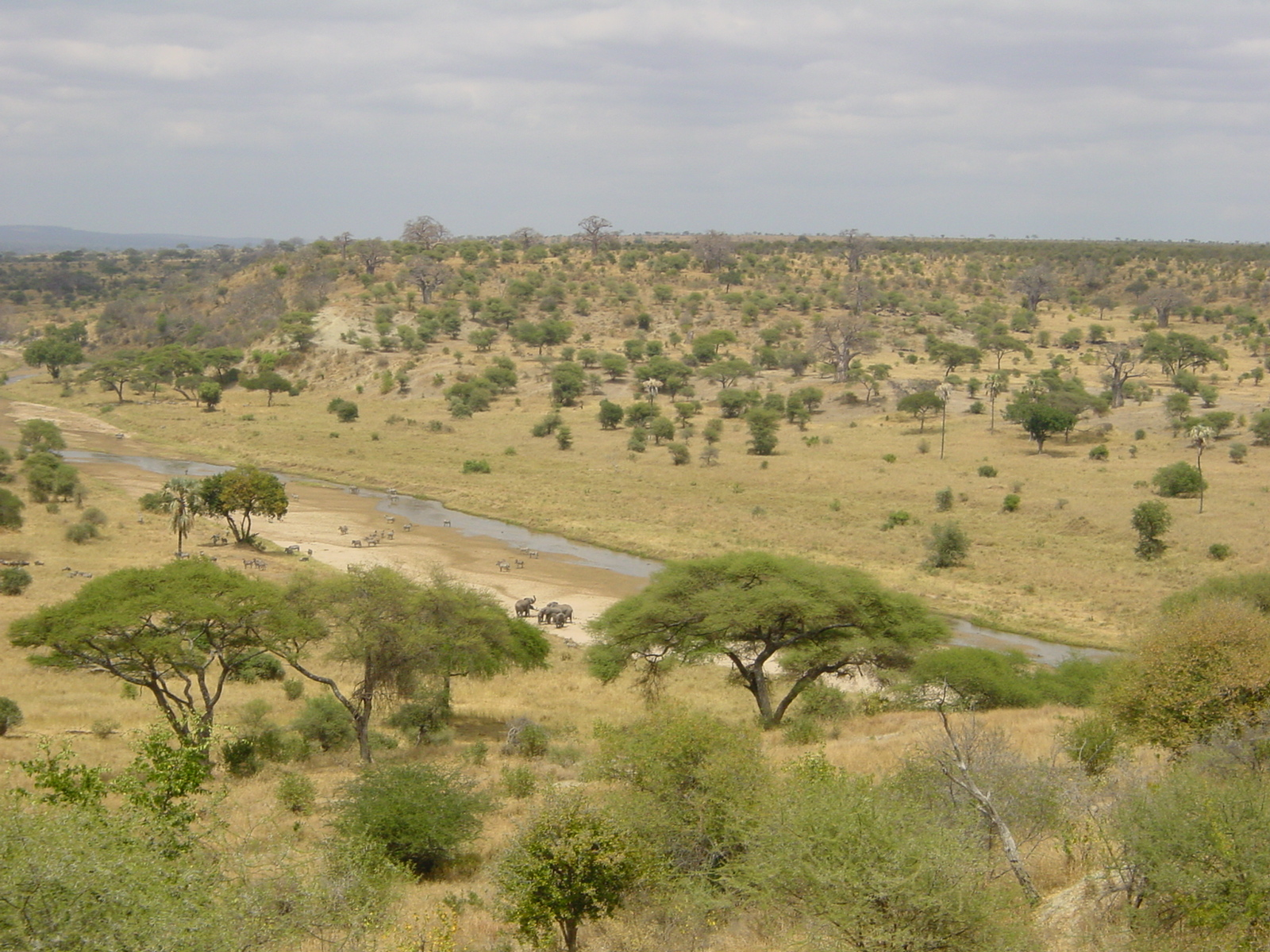
Regiune de savană din Parcul Național Tarangire

Savana este un tip de stepă semiaridă, situată în regiunea tropicală din partea centrală a Africii și, local, în America de Sud.

## Biotop
Biotopul este diferit de cel al altor stepe. În savană cad mai puține precipitații decât în stepa europeană. Clima în savană este mai caldă, iar anual sunt înregistrate secete. Solurile sunt mai puțin fertile, iar luminozitatea este maximă. Sunt două anotimpuri principale: sezonul secetos și sezonul ploios.

## Flora
Flora savanei este adaptată condițiilor climaterice neprielnice din savană. Astfel în savană se întâlnesc arbori precum baobabul, care oferă faunei fitofage a savanei hrana necesară. Astfel, pentru a supraviețui, arborii și arbuștii depozitează în trunchi apă pentru a supraviețui sezonului secetos. Însă vegetația dominantă este cea ierboasă,  iar plantele ierboase își usucă partea superioară a corpului (situată deasupra solului), transportând substanțele hrănitoare și apa la rădăcini, și astfel reduc evaporarea apei.

## Fauna
Fauna savanei este reprezentată de mai multe tipuri de animale:
- erbivore (antilope, zebre, girafe, elefanți, bivoli, rinoceri)
- carnivore (lei, leoparzi, hiene, gheparzi, șacali, câini pătați)
- rozătoare
- păsări (struți, vulturi)
- reptile
- insecte